# Italienische Provinzen

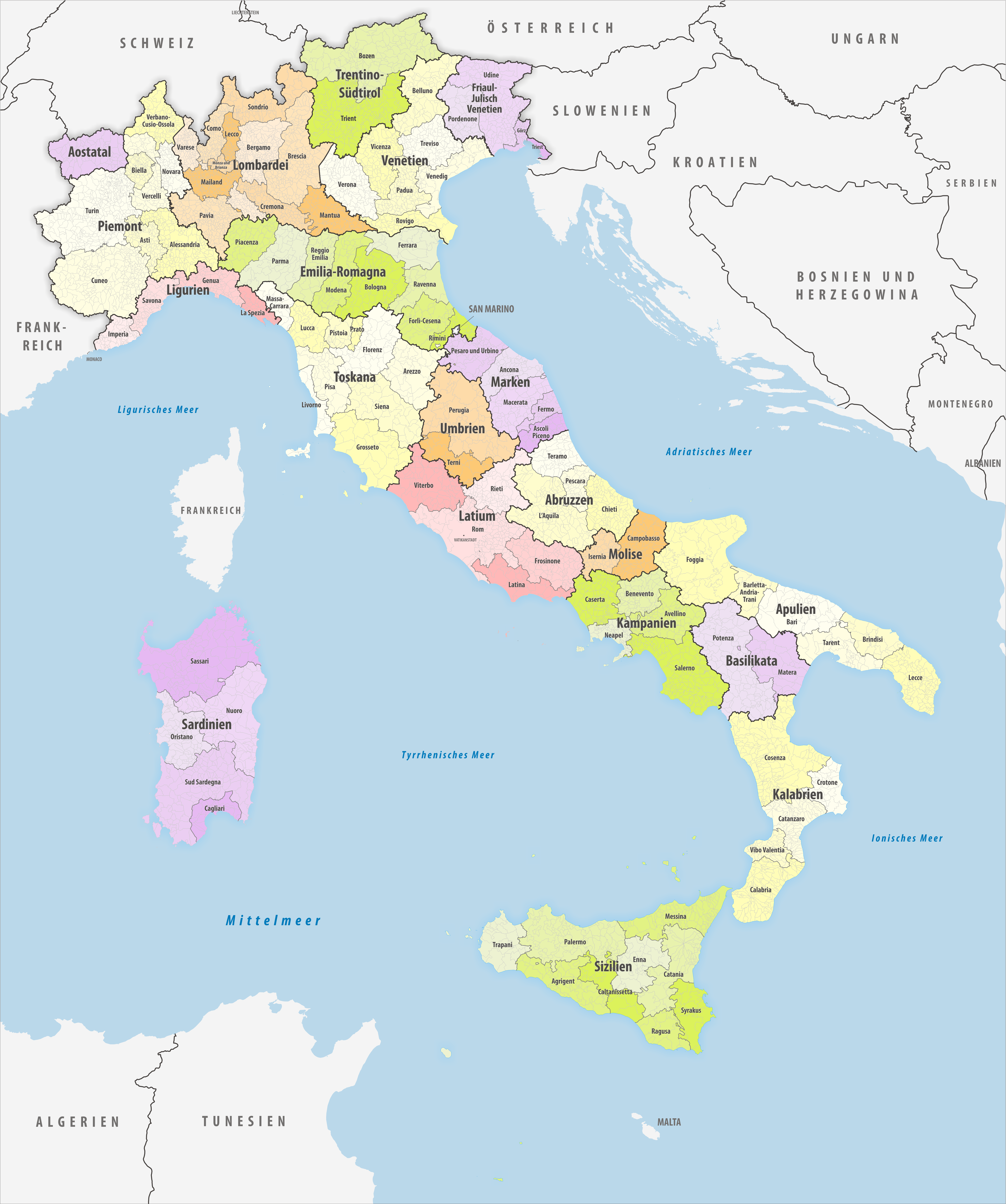
Die Provinzen und Regionen Italiens (Stand 2024)

Die Provinzen (italienisch province, Singular provincia) sind zusammen mit den Metropolitanstädten die mittlere Ebene der Gebietskörperschaften Italiens.
18 von 20 Regionen Italiens sind in insgesamt 90 Provinzen – in der Region Sizilien liberi consorzi communali (auf Deutsch: „freie Gemeindekonsortien“) genannt – und 15 Metropolitanstädte unterteilt, die den Status von selbstverwaltenden Gebietskörperschaften haben. Die Metropolitanstädte entstanden ab 2014 aus 15 Provinzen. Die Provinzen der Region Trentino-Südtirol, Trient und Bozen – Südtirol, nehmen eine Sonderstellung ein: Sie sind Autonome Provinzen und den italienischen Regionen gleichgestellt.
In den Regionen Aostatal und Friaul-Julisch Venetien gibt es keine Provinzen im Sinne von eigenständigen Gebietskörperschaften. Für statistische Zwecke wird das Aostatal als Provinz geführt und das Gebiet von Friaul-Julisch Venetien in vier Provinzen unterteilt, auf denen sich auch vier sogenannte Körperschaften regionaler Dezentralisierung erstrecken.

## Grundsätzliches

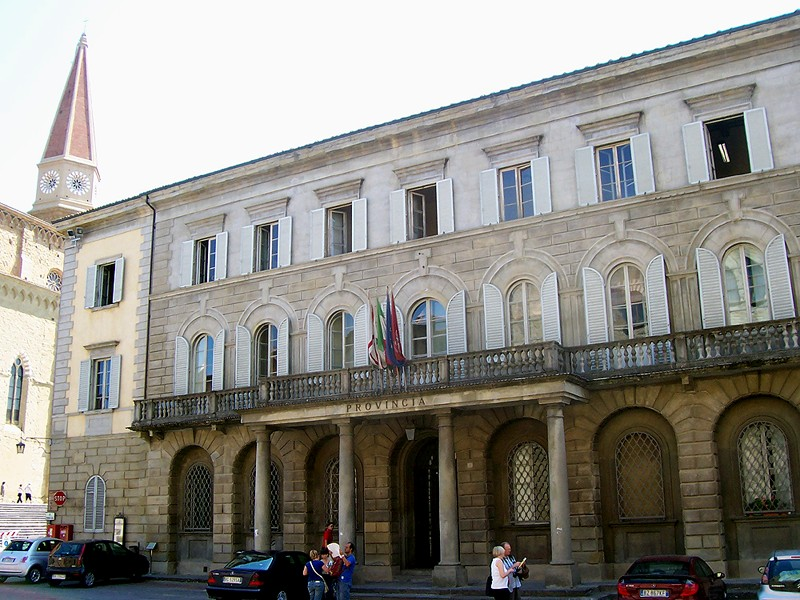
Verwaltungssitz der Provinz Arezzo.

Die italienischen Provinzen (und die im Wesentlichen äquivalenten Metropolitanstädte) sind eigenständige Gebietskörperschaften mit eigenen Organen, Funktionen und Aufgaben gemäß den in der italienischen Verfassung verankerten Grundsätzen.
Vergleichbar sind die italienischen Provinzen als selbstverwaltete Gebietskörperschaften ansatzweise mit den Bezirken im Freistaat Bayern sowie mit deutschen Landkreisen. Der Zentralstaat und die Regionen können den Selbstverwaltungsorganen der Provinzen zusätzliche Aufgaben übertragen.
Die Autonomen Provinzen sind hingegen mit deutschen oder österreichischen Bundesländern vergleichbar. Auf Deutsch werden sie daher auch als „Länder“ bezeichnet. Ihre Eigenständigkeit ist in den verfassungsrechtlichen Bestimmungen zur Autonomie Südtirols verankert.
Für die Ordnung der Provinzen ist in den Regionen mit Normalstatut der Gesamtstaat, in den Regionen mit Sonderstatut Friaul-Julisch Venetien, Sizilien und Sardinien die jeweilige Region zuständig. Für das Aostatal und Trentino-Südtirol gelten zusätzliche Sonderregelungen.

## Aufbau

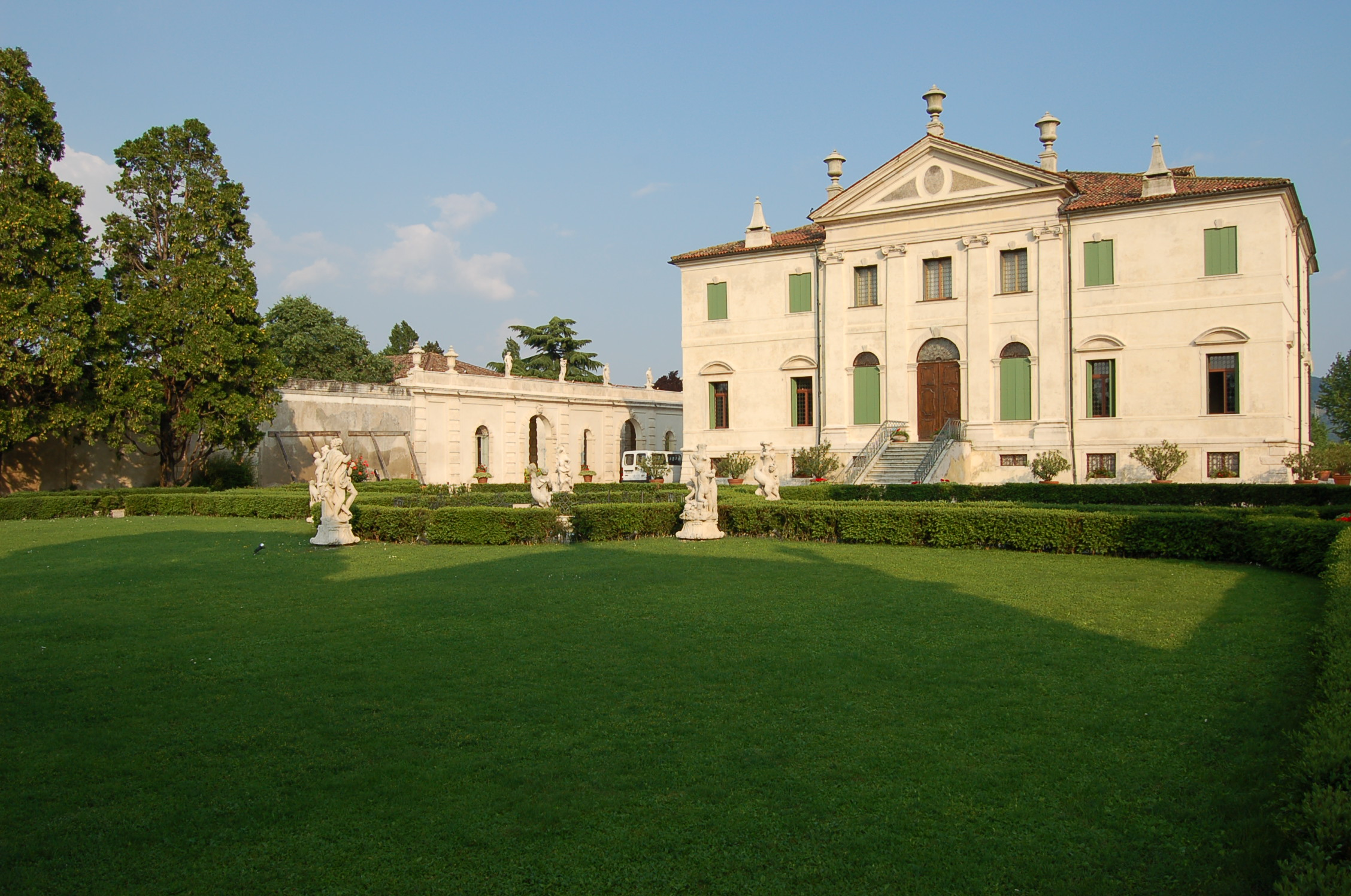
Villa Cordellina Lombardi in Montecchio Maggiore, Repräsentationssitz der Provinz Vicenza.

Die Provinzen verfügten bis 2014 über eine direkt gewählte Volksvertretung, den Provinzrat (consiglio provinciale). Die Provinzregierung bestand aus dem vom Volk direkt auf fünf Jahre gewählten Präsidenten der Provinz (presidente della provincia, einmalige Wiederwahl möglich) und dem sog. Provinzausschuss (giunta), in dem neben dem Präsidenten auch sog. Beigeordnete oder Referenten (assessori) vertreten waren, die bestimmte Verwaltungsbereiche der Provinz leiteten.
Am 1. Januar 2015 trat eine Reform der Provinzen in Kraft, die die Organe dieser Gebietskörperschaften in den Regionen mit Normalstatut neu ordnete und deren Zusammensetzung neu bestimmte. Als Organe der Provinz definiert das Gesetz nunmehr:
- den Präsidenten der Provinz (presidente della provincia): dieser wird von den Bürgermeistern sowie von den Stadt- und Gemeinderäten für eine Amtszeit von maximal vier Jahren gewählt. Wählbar sind die Bürgermeister der jeweiligen Provinz, soweit die restliche Amtszeit mindestens achtzehn Monate beträgt. Eine Provinzregierung alter Art mit Beigeordneten gibt es nicht mehr;
- den Provinzrat (consiglio provinciale), dessen Vorsitzender der Präsident der Provinz ist. Je nach Bevölkerungszahl hat der Rat zehn bis sechzehn Mitglieder. Auch diese werden von Bürgermeistern sowie von den Stadt- und Gemeinderäten unter ihresgleichen gewählt, wobei die Amtszeit in diesem Fall auf maximal zwei Jahre begrenzt ist. Läuft die Amtszeit von Bürgermeistern sowie von den Stadt- und Gemeinderäten aus, so verlieren sie automatisch auch ihr eventuelles Mandat auf Provinzebene;
- die Versammlung der Bürgermeister (assemblea dei sindaci): Neben dem Provinzrat besteht auch noch eine Versammlung aller Bürgermeister der jeweiligen Provinzen; diese Versammlung wird jedoch nur bei Grundsatzangelegenheiten aktiv oder sie übernimmt beratende Aufgaben.[1]

Diese Bestimmungen gelten im Wesentlichen auch für die provinzäquivalenten freien Gemeindekonsortien (liberi consorzi comunali) der Autonomen Region Sizilien. Die Organe der freien Gemeindekonsortien werden dementsprechend wie folgt definiert:
- Präsident des freien Gemeindekonsortiums (presidente del libero consorzio comunale);
- Rat des freien Gemeindekonsortiums (consiglio del libero consorzio comunale);
- Versammlung des freien Gemeindekonsortiums (assemblea del libero consorzio comunale).[2]

Diese Bestimmungen gelten hingegen nicht für Trentino-Südtirol. Dort verfügen die beiden Autonomen Provinzen unverändert über einen direkt gewählten Landtag sowie über eine von einem Landeshauptmann angeführte Landesregierung. Im Trentino wird der Landeshauptmann vom Volk direkt gewählt, in Südtirol ist man bei der Wahl durch den Landtag geblieben.

## Funktionen

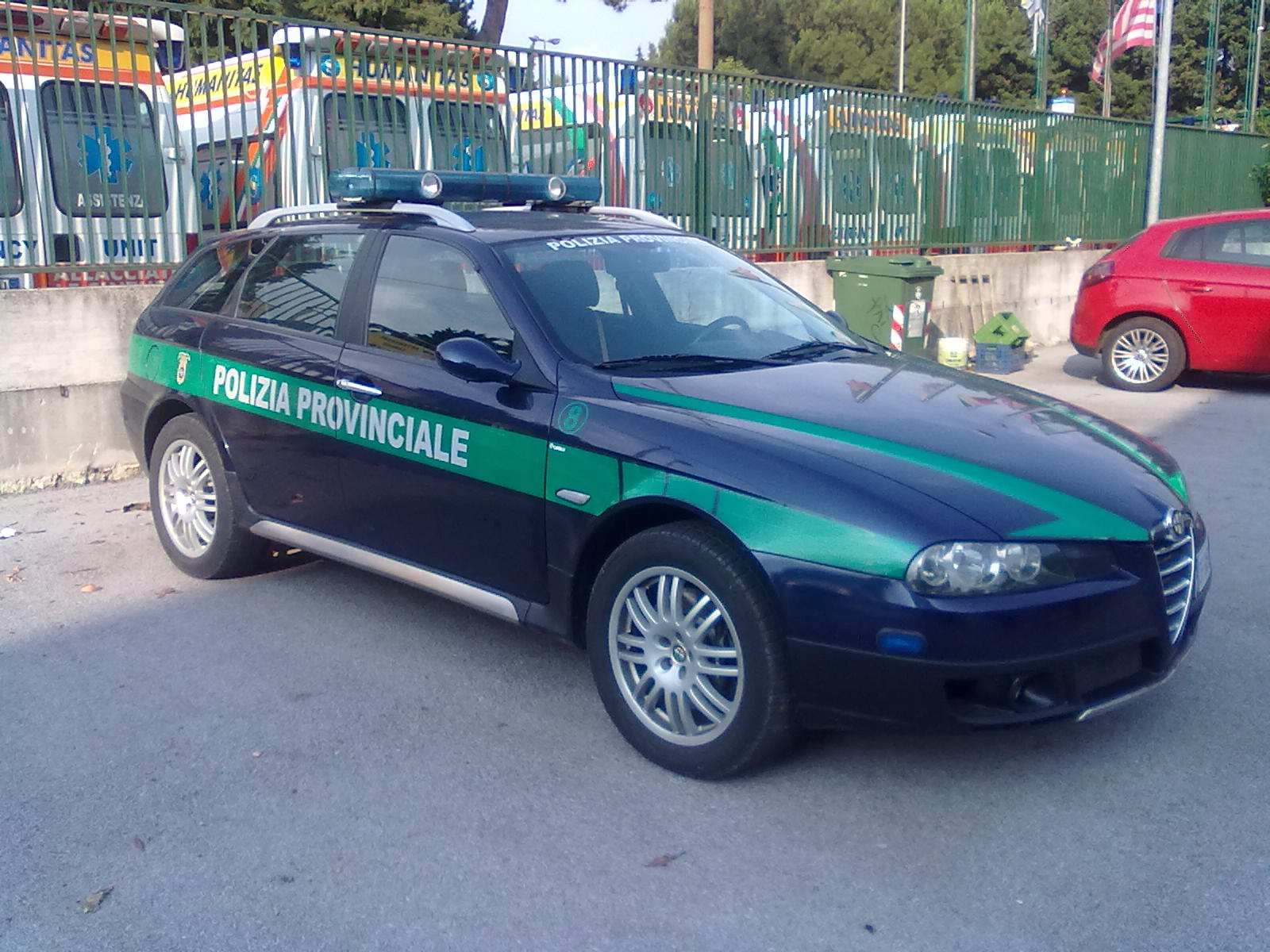
Fahrzeug der Provinzpolizei der Provinz Salerno.

Im Rahmen einer umfassenden Reform wurden die Funktionen der Provinzen beschnitten und im Wesentlichen an die Regionen übertragen.
Der überholte Art. 19, Legislativdekret vom 18. August 2000, Nr. 267, ordnete den Provinzen folgende Funktionen zu:
- Bodenschutz, Umweltschutz, Katastrophenschutz;
- Wasserschutz und Schutz von Energieressourcen;
- Verwertung des Kulturerbes
- Verkehrs- und Transportwesen
- Tierschutz und Pflanzenschutz;
- Naturparks und Naturreservate;
- Jagd und Fischfang in Binnengewässern;
- Abfallentsorgung, Messung und Kontrolle von Abwässern und Abgasen;
- Sanitätsdienste, öffentliche Hygiene und Gesundheitsvorsorge im Rahmen von staatlichen und regionalen Gesetzen;
- Schulbildung der Sekundarstufe II, Kunstbildung, Berufsausbildung, einschließlich Schulbau, im Rahmen von staatlichen und regionalen Gesetzen;
- Datensammlung, Unterstützung der lokalen Körperschaften (im Wesentlichen der Gemeinden). In den Zuständigkeitsbereich der Provinzen fallen nur mehr:[3]
- Koordinierung der Raumplanung sowie Schutz und Aufwertung der Umwelt
- Planung der Beförderungsübernahmedienste auf dem Gebiet der Provinz, Zulassungen und Kontrollen im Bereich des Individualverkehrs, Bau und Betrieb von Provinzstraßen und Regelung des Verkehrs auf Provinzstraßen
- Planung des Schulnetzes
- Sammlung und Verarbeitung von Daten, technische und verwaltungsmäßige Unterstützung der lokalen Körperschaften
- Schulbau
- Kontrolle von Diskriminierungen am Arbeitsplatz und Förderung der Gleichstellung zwischen Mann und Frau auf dem Gebiet der Provinz.

Provinzen, deren Gebiet vollständig im Gebirge liegt und an das Ausland grenzen, sind zusätzlich für die strategische Entwicklung und den Betrieb gemeinsamer Einrichtungen zuständig und können hierfür Vereinbarungen mit anderen Provinzen und Regionen, auch mit Sonderstatut, und mit Gebietskörperschaften ausländischer Staaten treffen.
Zur Wahrnehmung der ihnen übertragenen Schutzfunktionen unterhalten die Provinzen eigenständige Polizeiorganisationen, die sogenannte Polizia Provinciale.
Die freien Gemeindekonsortien Siziliens übernehmen im Wesentlichen die Funktionen von Provinzen. Die beiden Autonomen Provinzen Bozen und Trient verfügen im Gegensatz zu anderen Provinzen über umfangreiche legislative und exekutive Kompetenzen und eine damit verbundene finanzielle Ausstattung.

## Metropolitanstädte

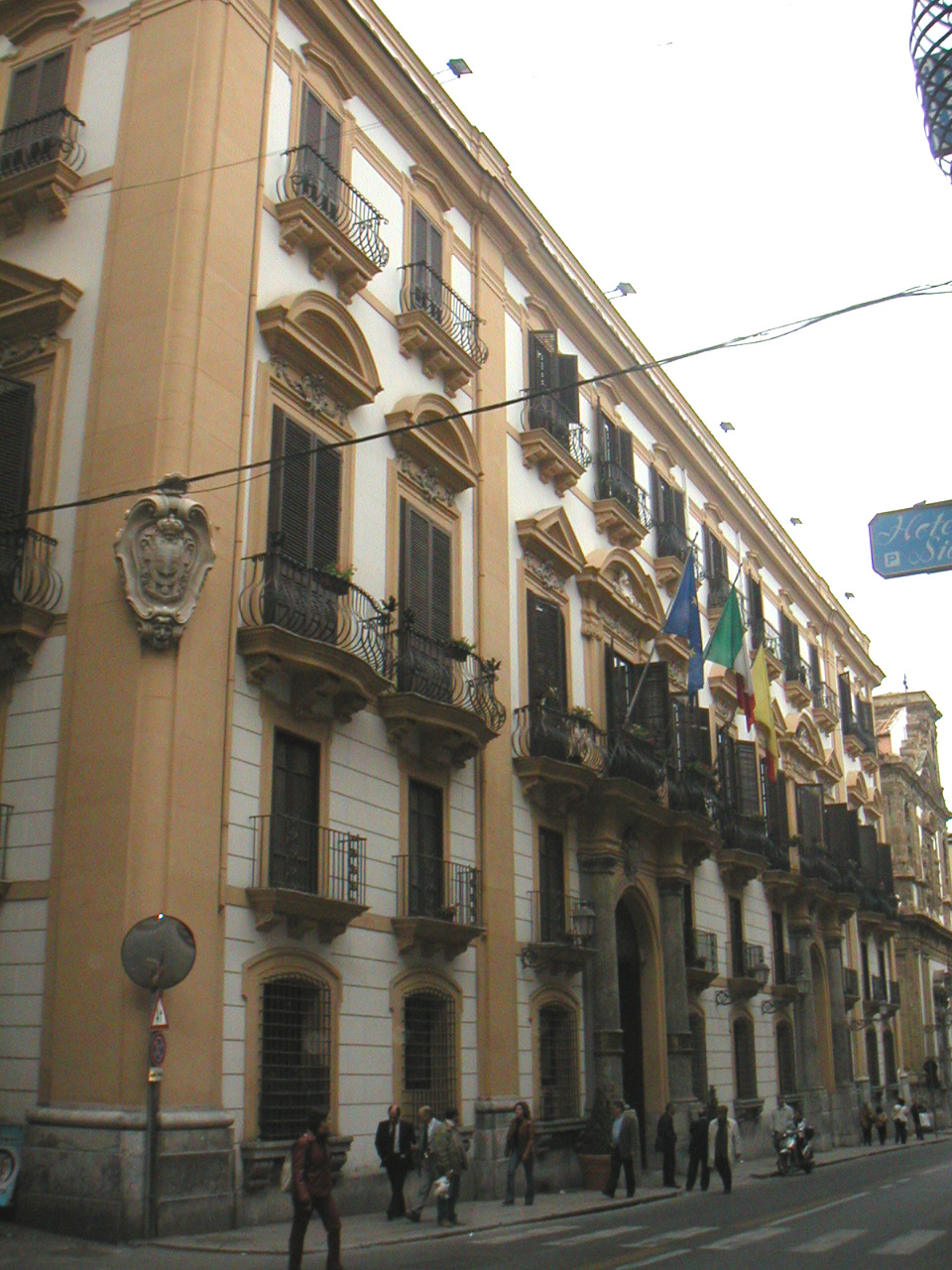
Verwaltungssitz der Metropolitanstadt Palermo.

Die Metropolitanstädte, italienisch Città metropolitane, sind eine von der Verfassung der italienischen Republik vorgesehene Körperschaft, die gleichzeitig sämtliche Funktionen einer Provinz und zusätzlich einige übergeordnete Gemeindefunktionen übernimmt, insbesondere in den Bereichen Raumordnung und Nahverkehr.
Nachdem die Metropolitanstädte lange Zeit nur auf dem Papier bestanden hatten, wurde durch das gesamtstaatliche Gesetz Nr. 56 vom 7. April 2014 deren tatsächliche Einrichtung in den Regionen mit Normalstatut beschlossen. Das Gesetz verfügte die Umwandlung der bisherigen Provinzen Turin, Genua, Mailand, Venedig, Bologna, Florenz, Rom, Neapel, Bari und Reggio Calabria in Metropolitanstädte. Am 1. Januar 2015 wurden die Metropolitanstädte eingerichtet, mit Ausnahme von Venedig, die zum 31. August 2015 die Tätigkeit aufnahm, und Reggio Calabria, die sich am 2. Februar 2017 konstituiert hat.
In den Regionen mit Sonderstatut ist nicht der Staat, sondern die jeweilige Region für die Einrichtung der Metropolitanstädte zuständig. Bisher haben die Autonome Region Sizilien und die Autonome Region Sardinien von dieser Befugnis Gebrauch gemacht und auf ihrem Gebiet die Metropolitanstädte Palermo, Messina und Catania sowie Cagliari eingerichtet.
Für statistische Zwecke werden die Metropolitanstädte als Provinzen geführt. Sie übernehmen auch die KfZ-Kennzeichen der ehemaligen Provinzen.

## Staatliche Verwaltungseinheiten
Die gesamtstaatliche Zentralregierung unterhält zahlreiche Außenstellen in ihren dezentralen Verwaltungsgebieten. Diese sind in der Regel mit den Regionen oder Provinzen bzw. Metropolitanstädten geographisch deckungsgleich.
Jeder dezentralen staatlichen Verwaltungseinheit steht der von der Zentralregierung entsandte Präfekt vor. Er ist Vertreter der Regierung vor Ort und unmittelbar für die öffentliche Sicherheit und die effiziente Verwaltungsarbeit der Regierungsaußenstellen in der Provinz verantwortlich.

## Geschichte

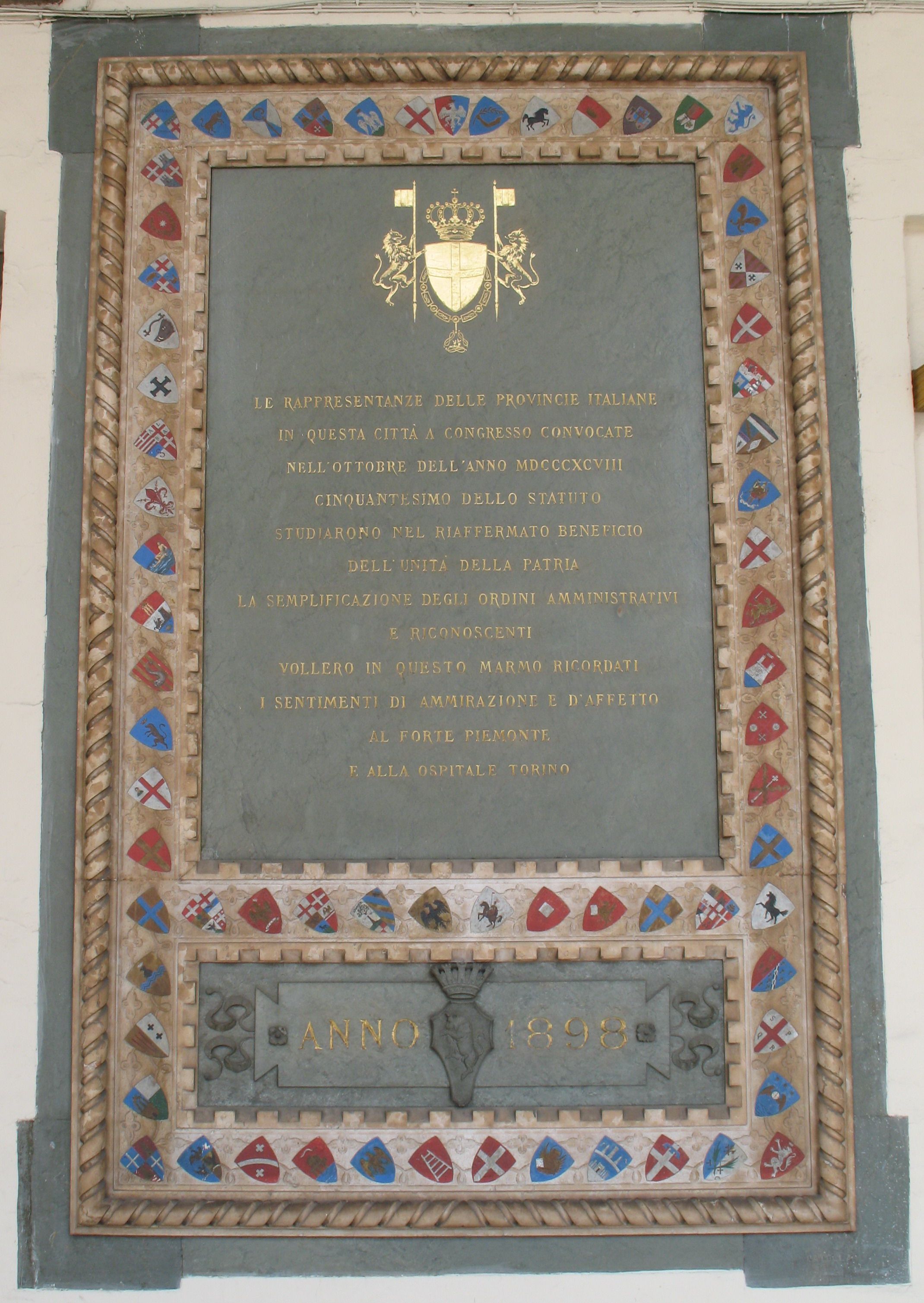
Gedenktafel am Palazzo Reale in Turin. Erinnert wird an einen Kongress der Provinzen Italiens, der hier im Jahr 1898 stattfand.

### Ursprünge und Entwicklung bis 2014
Der italienische Nationalstaat entstand 1861 aus dem nach napoleonischem Muster weitgehend zentralistisch aufgebauten Königreich Sardinien-Piemont, dessen gesetzlichen Regelungen über die Gebietskörperschaften übernommen wurden. Demnach untergliederte sich Italien in Provinzen (province), Kreise (circondari), Bezirke (mandamenti) und Gemeinden (comuni). Diese Untergliederung entsprach den französischen départements, arrondissements, cantons und communes. Die zwischen 1946 und 1970 errichteten, politisch eigenständigen Regionen existierten davor nur als Zusammenfassung von Provinzen zu statistischen Zwecken und zur Wirtschaftsplanung, selten auch zu Verwaltungszwecken oder als Appellationsgerichtsbezirke.
Die Provinzen waren sowohl Verwaltungseinheiten der Zentralregierung in Rom, als auch eigenständige Selbstverwaltungskörperschaften mit gewählter Volksvertretung. Die Regierung in Rom unterhielt in jeder italienischen Provinz eine Präfektur mit einem Präfekten an der Spitze. Diesem unterstanden alle dezentralen staatlichen Ämter und Stellen vor Ort. Er überwachte mit seinen Unterpräfekten auch die Selbstverwaltungsorgane der Provinzen und Gemeinden.
Viele italienische Ministerien unterhielten in den Provinzen periphere Ämter, darunter Polizeipräsidien (questure), Schulämter (provveditorati) oder Bauämter (genio civile). Diese Ämter hatten oft noch weitere Außenstellen auf der Ebene der circondari oder Kreise, die dort von einem Unterpräfekten beaufsichtigt wurden. Insbesondere Finanz- und Katasterämter sowie Gerichte waren auf dieser Ebene angesiedelt. Die nachgeordneten mandamenti schaffte das Kabinett Mussolini 1923 ab, die circondari mit den Unterpräfekturen 1927. Gleichzeitig entstanden etliche neue Provinzen. Zwischen 1871 und 1927 stieg ihre Zahl von 69 auf 92.

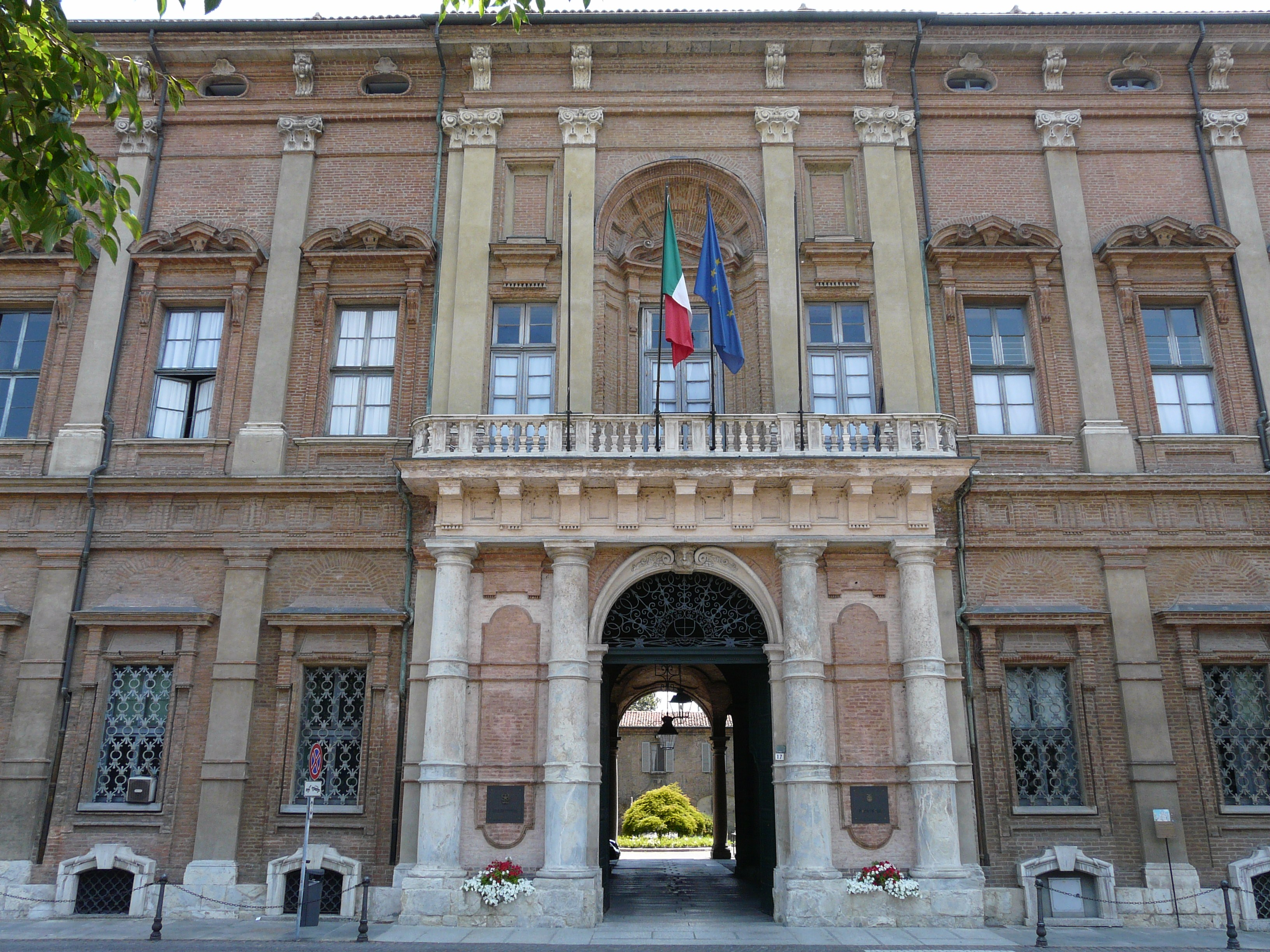
Palazzo Ghilini, gemeinsamer Sitz der Präfektur und der Selbstverwaltung der Provinz Alessandria.

Die Provinzen als Selbstverwaltungskörperschaften hatten seit 1860 eine auf fünf Jahre direkt gewählte Volksvertretung (consiglio provinciale). Dieser Provinzrat wählte jährlich aus seinen eigenen Reihen die Mitglieder der deputazione provinciale, ein Exekutivorgan, dem bis 1889 der staatliche Präfekt vorsaß. Danach wurde auch der Präsident dieses Organs vom Provinzrat gewählt. Unter dem Faschismus wurden die Mitglieder der deputazione provinciale ab 1923 von der Regierung ernannt. Ende 1928 schaffte man die bisherigen Selbstverwaltungsorgane der Provinzen ganz ab und ersetzte sie durch einen ernannten Vorsteher (preside) und durch ein Rektorat (rettorato) mit vier bis acht ernannten Mitgliedern. Von 1944 bis 1951 lebten die früheren Selbstverwaltungsorgane wieder auf, ihre Mitglieder wurden jedoch wiederum vom Präfekten ernannt. 1951 entstanden dann im Einklang mit den Grundsätzen der republikanischen Verfassung die vom Volk gewählten Provinzräte (consigli provinciali) wieder, welche die Präsidenten der Provinzen wählten, die dann mit den Mitgliedern der Provinzausschüsse (giunte provinciali) die neuen Exekutivorgane der Provinzen bildeten. 1993 ging man dann zur Direktwahl der Provinzpräsidenten über. Im Jahr 2000 wurde die Amtszeit des Präsidenten der Provinz und die Wahlperiode des Provinzrates wie bei den entsprechenden Organen der Gemeinden von vier auf fünf Jahre verlängert.
Der circondario lebte nach 1951 vereinzelt als fakultative Dezentralisierungseinheit der Selbstverwaltung von Provinzen wieder auf. Eingerichtet wurden sie in der Regel in besonders dicht besiedelten Provinzen oder in weitläufigen, dünn besiedelten Provinzen. In solchen circondari befanden sich zum Zweck der Bürgernähe nur kleinere Außenstellen der Provinzverwaltung.
In den 1990er Jahren begann die Zentralregierung in Rom mit tiefgreifenden Reformen in der Ministerialbürokratie. Im Zuge dieser Reformen siedelten viele italienische Ministerien ihre wichtigsten peripheren Ämter auf der regionalen Ebene an und richteten weitere Außenstellen manchmal auch unabhängig von Provinzgrenzen ein. Gleichzeitig verringerte man die Rechte der Präfekten in den Provinzen und stärkte die Rechte von Regionen und Gemeinden. Damit verloren die Provinzen als Verwaltungseinheiten der Zentralregierung viel von ihrer ursprünglichen Bedeutung.

### Reformen auf gesamtstaatlicher Ebene

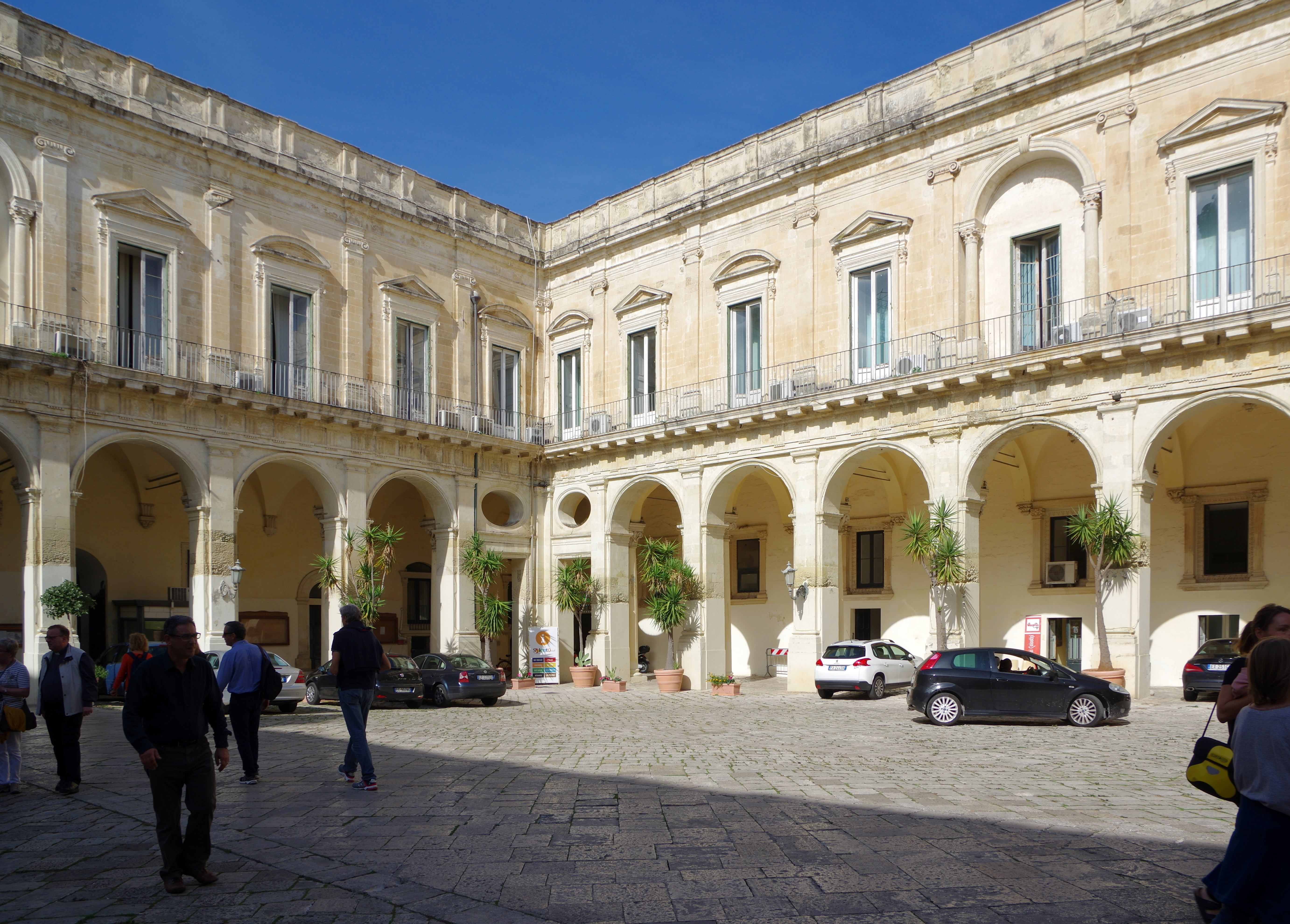
Verwaltungssitz der Provinz Lecce.

Seit der Errichtung der italienischen Regionen wurde die Existenz der Provinzen als eigenständige Gebietskörperschaften immer wieder öffentlich in Frage gestellt, weil deren Unterhalt nach Meinung vieler in keinem angemessenen Verhältnis zu den relativ geringen Zuständigkeiten stand.
Die Regierung Monti versuchte 2012, die Zahl der Provinzen drastisch zu reduzieren, konnte das Vorhaben wegen vorgezogener Neuwahlen jedoch nicht umsetzen. Die folgende Regierung Letta beabsichtigte, die Provinzen durch eine Verfassungsreform ganz abzuschaffen, ein Ziel, das auch vom Kabinett Renzi verfolgt wurde, allerdings an einer Volksabstimmung scheiterte.
Die Regierung Renzi verabschiedete im April 2014 eine Reform der Provinzen in den Regionen mit Normalstatut, die am 1. Januar 2015 in Kraft trat und unter anderem vorsieht, dass die bislang direkt gewählten Organe der Provinzen von Vertretern der Gemeinden abgelöst werden. Durch die Reform sollen nach Angaben der Regierung Einsparungen in Höhe von 160 Millionen Euro realisiert werden, da die Besoldung von etwa 5.000 Provinzpolitikern entfällt. Allerdings wird durch die Anwendung eines neuen Bevölkerungsmaßstabs die Anzahl der Gemeinderäte und Beigeordneten in den (vormals) rund 8.100 italienischen Gemeinden um etwa 26.000 zunehmen. Nach Angaben der Regierung sollen dadurch keine zusätzlichen Kosten entstehen. Die Regierung Monti hatte 2011 in diesem Bereich drastische Kürzungen vorgenommen.

### Reformen in den Autonomen Regionen

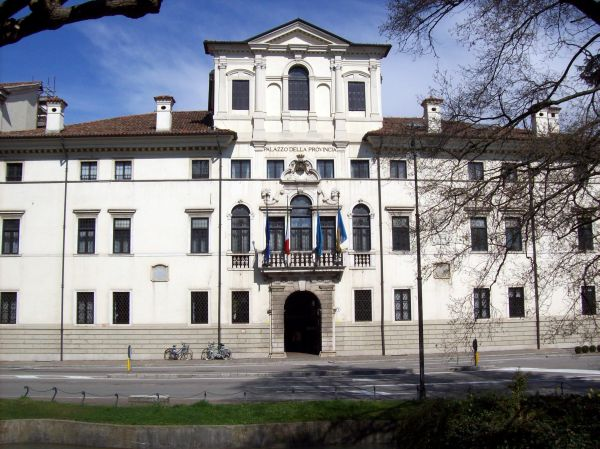
Verwaltungssitz der Körperschaft regionaler Dezentralisierung Udine

Bei einer Volksabstimmung am 6. Mai 2012 sprach sich die große Mehrheit der Wähler Sardiniens für die Abschaffung der acht Provinzen ihrer autonomen Region aus. Der sardische Regionalrat beschloss daraufhin am 25. Mai 2012, dass die Kompetenzen der Provinzen auf Kommunen bzw. die Region übertragen werden und die Auflösung der Provinzen. Diese Neuordnung konnte nicht umgesetzt werden, weil nach Klagen vor dem regionalen Verwaltungsgericht das italienische Verfassungsgericht angerufen wurde. Am 4. Februar 2016 verabschiedete der Regionalrat ein neues Gesetz zur Reform der lokalen Gebietskörperschaften Sardiniens. Die Metropolitanstadt Cagliari ersetzte die bisherige Provinz, die übrigen Provinzen Sardiniens wurden von sieben auf vier reduziert. Mit dem Regionalgesetz vom 12. April 2021 erfolgte eine abermalige Neuordnung des Gebietes Sardiniens, die von der staatlichen Regierung angefochten, aber vom Verfassungsgerichtshof bestätigt wurde: Es wurde die Metropolitanstadt Sassari gegründet, das Gebiet der Metropolitanstadt Cagliari geändert, die Provinzen Nordostsardinien, Ogliastra, Sulcis Iglesiente und Medio Campidano gegründet, das Gebiet der Provinz Nuoro geändert und schließlich die Provinzen Sassari und Südsardinien abgeschafft. Die Provinz Oristano wurde nicht verändert.
Auf Sizilien beschloss man 2014, die neun Provinzen durch sog. freie Gemeindekonsortien (liberi consorzi comunali) zu ersetzen. Die Organe dieser neuen Konsortien werden wie im Fall der Provinzen der Regionen mit Normalstatut indirekt gewählt. Im Grunde bestehen auch die Provinzen Siziliens, wenn auch mit einer neuen inneren Ordnung, fort. Im Jahr 2015 wurden drei der neun sizilianischen Provinzen in Metropolitanstädte umgewandelt, so dass auf Sizilien formell nur mehr sechs Provinzen als sog. freie Gemeindekonsortien fortbestehen.
In Friaul-Julisch Venetien wurde das Statut der Region durch ein Verfassungsgesetz geändert, um die Abschaffung der Provinzen in die Wege zu leiten. Am 24. November 2016 beschloss der Regionalrat die Abschaffung der Provinzen. Das Regionalgebiet von Friaul-Julisch Venetien wurde danach in 18 Gemeindeverbände gegliedert, genannt Unioni Territoriali Intercomunali (kurz UTI). Organe der Gemeindeverbände waren die aus den Bürgermeistern bestehende Versammlung (Assemblea), der Präsident (Presidente) und der Rechnungsprüfer (organo di revisione). Die Gemeinden der Region Friaul-Julisch Venetien sollten bestimmte Funktionen im Rahmen von Gemeindeverbänden verwalten: soziale Dienstleistungen; örtliche Polizei einschließlich Verwaltungspolizei; gewerbliche Tätigkeiten; Kataster; Raumplanung und Raumordnung auf überkommunaler Ebene; Planung des Zivilschutzes; Statistik; Ausarbeitung von EU-finanzierten Projekten; Steuerverwaltung. Mit Wirkung zum 1. Juli 2020 wurden die UTI wieder abgeschafft und auf dem Gebiet der früheren Provinzen Görz, Pordenone, Triest und Udine entsprechende Körperschaften regionaler Dezentralisierung eingerichtet (enti di decentramento regionale, kurz EDR). Organe der EDR sind der Generaldirektor (direttore generale) und der Rechnungsprüfer (revisore unico dei conti). Derzeit (Dezember 2020) bestehen die früheren Provinzen als Sprengel dezentraler staatlicher (z. B. Präfektur – Bezirksamt der Regierung) sowie regionaler Verwaltungen bzw. als statistische Einheiten fort.
In der kleinen Region Aostatal übernimmt die Region die Aufgaben einer Provinz. Eine „Provinz Aosta“ existiert nur als statistischer oder verwaltungstechnischer Begriff. Das Regionalgebiet umfasst acht Gemeindeverbände, genannt Unionen Aostataler Gemeinden (französisch Unités des Communes Valdôtaines).
In Trentino-Südtirol wurden fast alle Aufgaben der autonomen Region an ihre beiden autonomen Provinzen abgegeben. Als autonome Provinzen bleiben Südtirol und das Trentino von den oben genannten Reformen in den anderen Provinzen unberührt. Nach den Maßgaben der jeweiligen Landesgesetzgebung wird das Gebiet Südtirols in sieben Bezirksgemeinschaften, das des Trentino in 15 Talgemeinschaften unterteilt.

## Liste
Die folgende Liste gibt die Provinzen Italiens wieder, einschließlich Metropolitanstädten, Autonomen Provinzen, freier Gemeindekonsortien Siziliens, der Region Aostatal, die für statistische Zwecke als Provinz geführt wird, sowie der ehemaligen Provinzen von Friaul-Julisch Venetien, die als Verwaltungssprengel und statistische Gebiete fortbestehen. Als Provinzen mit Normalstatut werden die nach allgemeiner Rechtslage eingerichteten Provinzen bezeichnet (ohne die für bestimmte autonome Regionen geltenden Sonderregelungen). Die letzte Gebietsreform auf Sardinien ist noch nicht berücksichtigt.
Die erste Spalte nennt die jeweiligen zweibuchstabigen Kürzel, die zum Beispiel in den Kfz-Kennzeichen verwendet werden.
| Kürzel | Name                  | Status                    | Region                  | Einwohner  | Fläche (km²) | Einw./ km² | Gemeinden |
| ------ | --------------------- | ------------------------- | ----------------------- | ---------- | ------------ | ---------- | --------- |
| AG     | Agrigent              | Freies Gemeindekonsortium | Sizilien                | 00410.508  | 003.042      | 0135       | 0043      |
| AL     | Alessandria           | Provinz mit Normalstatut  | Piemont                 | 00440.481  | 003.559      | 0123       | 0190      |
| AN     | Ancona                | Provinz mit Normalstatut  | Marken                  | 00461.629  | 001.940      | 0238       | 0047      |
| AO     | Aosta (Aostatal)      | Autonome Region           | Aostatal                | 00128.376  | 003.263      | 0039       | 0074      |
| AR     | Arezzo                | Provinz mit Normalstatut  | Toskana                 | 00333.344  | 003.235      | 0103       | 0036      |
| AP     | Ascoli Piceno         | Provinz mit Normalstatut  | Marken                  | 00200.897  | 001.228      | 0164       | 0033      |
| AT     | Asti                  | Provinz mit Normalstatut  | Piemont                 | 00221.871  | 001.515      | 0146       | 0118      |
| AV     | Avellino              | Provinz mit Normalstatut  | Kampanien               | 00396.973  | 002.792      | 0142       | 0118      |
| BA     | Bari                  | Metropolitanstadt         | Apulien                 | 01.221.682 | 003.825      | 0319       | 0041      |
| BT     | Barletta-Andria-Trani | Provinz mit Normalstatut  | Apulien                 | 00377.929  | 001.538      | 0246       | 0010      |
| BL     | Belluno               | Provinz mit Normalstatut  | Venetien                | 00213.242  | 003.676      | 0058       | 0069      |
| BN     | Benevento             | Provinz mit Normalstatut  | Kampanien               | 00261.419  | 002.071      | 0126       | 0078      |
| BG     | Bergamo               | Provinz mit Normalstatut  | Lombardei               | 01.101.458 | 002.723      | 0404       | 0244      |
| BI     | Biella                | Provinz mit Normalstatut  | Piemont                 | 00185.701  | 000914       | 0203       | 0082      |
| BO     | Bologna               | Metropolitanstadt         | Emilia-Romagna          | 00995.693  | 003.702      | 0268       | 0060      |
| BZ     | Bozen – Südtirol      | Autonome Provinz          | Trentino-Südtirol       | 00508.863  | 007.400      | 0068       | 0116      |
| BS     | Brescia               | Provinz mit Normalstatut  | Lombardei               | 01.259.626 | 004.783      | 0263       | 0206      |
| BR     | Brindisi              | Provinz mit Normalstatut  | Apulien                 | 00377.240  | 001.839      | 0205       | 0020      |
| CA     | Cagliari              | Metropolitanstadt         | Sardinien               | 00418.962  | 001.248      | 0336       | 0017      |
| CL     | Caltanissetta         | Freies Gemeindekonsortium | Sizilien                | 00247.118  | 002.124      | 0116       | 0022      |
| CB     | Campobasso            | Provinz mit Normalstatut  | Molise                  | 00209.988  | 002.910      | 0072       | 0084      |
| CE     | Caserta               | Provinz mit Normalstatut  | Kampanien               | 00906.522  | 002.640      | 0344       | 0104      |
| CT     | Catania               | Metropolitanstadt         | Sizilien                | 01.071.813 | 003.553      | 0302       | 0058      |
| CZ     | Catanzaro             | Provinz mit Normalstatut  | Kalabrien               | 00340.659  | 002.392      | 0142       | 0080      |
| CH     | Chieti                | Provinz mit Normalstatut  | Abruzzen                | 00371.219  | 002.588      | 0143       | 0104      |
| CO     | Como                  | Provinz mit Normalstatut  | Lombardei               | 00596.376  | 001.288      | 0463       | 0160      |
| CS     | Cosenza               | Provinz mit Normalstatut  | Kalabrien               | 00670.368  | 006.650      | 0101       | 0150      |
| CR     | Cremona               | Provinz mit Normalstatut  | Lombardei               | 00363.918  | 001.771      | 0205       | 0115      |
| KR     | Crotone               | Provinz mit Normalstatut  | Kalabrien               | 00161.902  | 001.716      | 094        | 0027      |
| CN     | Cuneo                 | Provinz mit Normalstatut  | Piemont                 | 00592.782  | 006.902      | 0085       | 0250      |
| EN     | Enna                  | Freies Gemeindekonsortium | Sizilien                | 00153.556  | 002.561      | 0060       | 0020      |
| FM     | Fermo                 | Provinz mit Normalstatut  | Marken                  | 00167.345  | 000860       | 0195       | 0040      |
| FE     | Ferrara               | Provinz mit Normalstatut  | Emilia-Romagna          | 00359.934  | 002.630      | 0136       | 0026      |
| FI     | Florenz               | Metropolitanstadt         | Toskana                 | 00988.785  | 003.514      | 0281       | 0041      |
| FG     | Foggia                | Provinz mit Normalstatut  | Apulien                 | 00593.078  | 007.175      | 0083       | 0061      |
| FC     | Forlì-Cesena          | Provinz mit Normalstatut  | Emilia-Romagna          | 00396.158  | 002.376      | 0166       | 0030      |
| FR     | Frosinone             | Provinz mit Normalstatut  | Latium                  | 00464.789  | 003.244      | 0143       | 0091      |
| GE     | Genua                 | Metropolitanstadt         | Ligurien                | 00883.419  | 001.839      | 0480       | 0067      |
| GO     | Gorizia (Görz)        | ehemalige Provinz         | Friaul-Julisch Venetien | 00142.279  | 000466       | 0305       | 0025      |
| GR     | Grosseto              | Provinz mit Normalstatut  | Toskana                 | 00215.802  | 004.504      | 0048       | 0028      |
| IM     | Imperia               | Provinz mit Normalstatut  | Ligurien                | 00222.807  | 001.156      | 0192       | 0067      |
| IS     | Isernia               | Provinz mit Normalstatut  | Molise                  | 00079.236  | 001.528      | 0052       | 0052      |
| SP     | La Spezia             | Provinz mit Normalstatut  | Ligurien                | 00223.357  | 000881       | 0253       | 0032      |
| AQ     | L’Aquila              | Provinz mit Normalstatut  | Abruzzen                | 00286.832  | 005.035      | 0057       | 0108      |
| LT     | Latina                | Provinz mit Normalstatut  | Latium                  | 00566.873  | 002.251      | 0252       | 0033      |
| LE     | Lecce                 | Provinz mit Normalstatut  | Apulien                 | 00767.231  | 002.759      | 0278       | 0097      |
| LC     | Lecco                 | Provinz mit Normalstatut  | Lombardei               | 00340.470  | 000816       | 0417       | 0090      |
| LI     | Livorno               | Provinz mit Normalstatut  | Toskana                 | 00326.315  | 001.211      | 0269       | 0019      |
| LO     | Lodi                  | Provinz mit Normalstatut  | Lombardei               | 00228.102  | 000782       | 0291       | 0061      |
| LU     | Lucca                 | Provinz mit Normalstatut  | Toskana                 | 00381.826  | 001.773      | 0215       | 0033      |
| MC     | Macerata              | Provinz mit Normalstatut  | Marken                  | 00302.993  | 002.774      | 0109       | 0055      |
| MI     | Mailand               | Metropolitanstadt         | Lombardei               | 03.170.597 | 001.575      | 2.013      | 0134      |
| MN     | Mantua                | Provinz mit Normalstatut  | Lombardei               | 00416.230  | 002.339      | 0177       | 0070      |
| MS     | Massa-Carrara         | Provinz mit Normalstatut  | Toskana                 | 00186.982  | 001.156      | 0162       | 0017      |
| MT     | Matera                | Provinz mit Normalstatut  | Basilikata              | 00189.981  | 003.447      | 0055       | 0031      |
| ME     | Messina               | Metropolitanstadt         | Sizilien                | 00598.071  | 003.247      | 0184       | 0108      |
| MO     | Modena                | Provinz mit Normalstatut  | Emilia-Romagna          | 00702.487  | 002.689      | 0261       | 0047      |
| MB     | Monza und Brianza     | Provinz mit Normalstatut  | Lombardei               | 00852.539  | 000405       | 2.105      | 0055      |
| NA     | Neapel                | Metropolitanstadt         | Kampanien               | 02.970.974 | 001.171      | 2537       | 0092      |
| NO     | Novara                | Provinz mit Normalstatut  | Piemont                 | 00372.109  | 001.339      | 0277       | 0088      |
| NU     | Nuoro                 | Provinz mit Normalstatut  | Sardinien               | 00197.090  | 005.638      | 0035       | 0074      |
| OR     | Oristano              | Provinz mit Normalstatut  | Sardinien               | 00149.091  | 002.990      | 0050       | 0087      |
| PD     | Padua                 | Provinz mit Normalstatut  | Venetien                | 00936.307  | 002.143      | 0436       | 0104      |
| PA     | Palermo               | Metropolitanstadt         | Sizilien                | 01.200.253 | 004.992      | 0240       | 0082      |
| PR     | Parma                 | Provinz mit Normalstatut  | Emilia-Romagna          | 00443.136  | 003.450      | 0128       | 0047      |
| PV     | Pavia                 | Provinz mit Normalstatut  | Lombardei               | 00549.354  | 002.965      | 0185       | 0190      |
| PG     | Perugia               | Provinz mit Normalstatut  | Umbrien                 | 00637.222  | 006.334      | 0101       | 0059      |
| PU     | Pesaro und Urbino     | Provinz mit Normalstatut  | Marken                  | 00349.882  | 002.564      | 0136       | 0053      |
| PE     | Pescara               | Provinz mit Normalstatut  | Abruzzen                | 00312.246  | 001.225      | 0255       | 0046      |
| PC     | Piacenza              | Provinz mit Normalstatut  | Emilia-Romagna          | 00290.215  | 002.590      | 0112       | 0048      |
| PI     | Pisa                  | Provinz mit Normalstatut  | Toskana                 | 00417.674  | 002.444      | 0171       | 0037      |
| PT     | Pistoia               | Provinz mit Normalstatut  | Toskana                 | 00289.889  | 000965       | 0300       | 0020      |
| PN     | Pordenone             | ehemalige Provinz         | Friaul-Julisch Venetien | 00315.631  | 002.130      | 0148       | 0051      |
| PZ     | Potenza               | Provinz mit Normalstatut  | Basilikata              | 00343.252  | 006.549      | 0052       | 0100      |
| PO     | Prato                 | Provinz mit Normalstatut  | Toskana                 | 00259.921  | 000365       | 0712       | 0007      |
| RG     | Ragusa                | Freies Gemeindekonsortium | Sizilien                | 00319.236  | 001.614      | 0198       | 0012      |
| RA     | Ravenna               | Provinz mit Normalstatut  | Emilia-Romagna          | 00393.333  | 001.858      | 0211       | 0018      |
| RC     | Reggio Calabria       | Metropolitanstadt         | Kalabrien               | 00515.153  | 003.184      | 0162       | 0097      |
| RE     | Reggio Emilia         | Provinz mit Normalstatut  | Emilia-Romagna          | 00531.433  | 002.292      | 0231       | 0045      |
| RI     | Rieti                 | Provinz mit Normalstatut  | Latium                  | 00149.988  | 002.749      | 0055       | 0073      |
| RN     | Rimini                | Provinz mit Normalstatut  | Emilia-Romagna          | 00330.112  | 000863       | 0382       | 0027      |
| RM     | Rom                   | Metropolitanstadt         | Latium                  | 04.225.409 | 005.352      | 0790       | 0121      |
| RO     | Rovigo                | Provinz mit Normalstatut  | Venetien                | 00248.195  | 001.790      | 0138       | 0050      |
| SA     | Salerno               | Provinz mit Normalstatut  | Kampanien               | 01.058.018 | 004.918      | 0215       | 0158      |
| SS     | Sassari               | Provinz mit Normalstatut  | Sardinien               | 00473.493  | 007.678      | 0062       | 0092      |
| SV     | Savona                | Provinz mit Normalstatut  | Ligurien                | 00287.566  | 001.545      | 0186       | 0069      |
| SI     | Siena                 | Provinz mit Normalstatut  | Toskana                 | 00259.992  | 003.821      | 0068       | 0035      |
| SR     | Syrakus               | Freies Gemeindekonsortium | Sizilien                | 00383.858  | 002.108      | 0182       | 0021      |
| SO     | Sondrio               | Provinz mit Normalstatut  | Lombardei               | 00183.158  | 003.210      | 0057       | 0078      |
| SU     | Sud Sardegna          | Provinz mit Normalstatut  | Sardinien               | 00331.817  | 006.530      | 0051       | 0107      |
| TA     | Tarent                | Provinz mit Normalstatut  | Apulien                 | 00553.501  | 002.436      | 0227       | 0029      |
| TE     | Teramo                | Provinz mit Normalstatut  | Abruzzen                | 00299.274  | 001.948      | 0154       | 0047      |
| TR     | Terni                 | Provinz mit Normalstatut  | Umbrien                 | 00215.846  | 002.122      | 0102       | 0033      |
| TP     | Trapani               | Freies Gemeindekonsortium | Sizilien                | 00412.946  | 002.460      | 0168       | 0024      |
| TV     | Treviso               | Provinz mit Normalstatut  | Venetien                | 00889.835  | 002.477      | 0359       | 0095      |
| TN     | Trient                | Autonome Provinz          | Trentino-Südtirol       | 00530.671  | 006.203      | 0085       | 0217      |
| TS     | Triest                | ehemalige Provinz         | Friaul-Julisch Venetien | 00236.540  | 000212       | 1.115      | 0006      |
| TO     | Turin                 | Metropolitanstadt         | Piemont                 | 02.306.881 | 006.829      | 0337       | 0315      |
| UD     | Udine                 | ehemalige Provinz         | Friaul-Julisch Venetien | 00541.173  | 004.904      | 0110       | 0136      |
| VA     | Varese                | Provinz mit Normalstatut  | Lombardei               | 00885.283  | 001.199      | 0738       | 0141      |
| VE     | Venedig               | Metropolitanstadt         | Venetien                | 00864.189  | 002.461      | 0351       | 0044      |
| VB     | Verbano-Cusio-Ossola  | Provinz mit Normalstatut  | Piemont                 | 00163.123  | 002.256      | 0072       | 0077      |
| VC     | Vercelli              | Provinz mit Normalstatut  | Piemont                 | 00179.484  | 002.088      | 0085       | 0086      |
| VR     | Verona                | Provinz mit Normalstatut  | Venetien                | 00922.210  | 003.120      | 0295       | 0098      |
| VV     | Vibo Valentia         | Provinz mit Normalstatut  | Kalabrien               | 00150.486  | 001.139      | 0132       | 0050      |
| VI     | Vicenza               | Provinz mit Normalstatut  | Venetien                | 00871.965  | 002.723      | 0320       | 0121      |
| VT     | Viterbo               | Provinz mit Normalstatut  | Latium                  | 00307.686  | 003.614      | 0085       | 0060      |
| Gesamt |                       |                           |                         | 60.566.484 | 301.377      | 0201       | 8.061     |